# Phenacolepadidae
Phenacolepadidae zijn een familie van slakken (weekdieren), die algemeen verspreid voorkomen over de hele wereld.

## Geslachten en soorten
De familie kent de volgende geslachten en soorten:
- Geslacht Cinnalapeta
  - Cinnalapeta linguaviverrae
  - Cinnalapeta pulchella 
  - Cinnalapeta senta
- Geslacht Olgasolaris L. Beck, 1992
- Geslacht Phenacolepas Pilsbry, 1891
- Geslacht Plesiothyreus Cossman, 1888
- Geslacht Scutellina Gray, 1847
- Geslacht Shinkailepas Okutani et al., 1989

## Taxonomie volgens WoRMS
- Bathynerita A. H. Clarke, 1989
- Olgasolaris L. Beck, 1992
- Phenacolepas Pilsbry, 1891
- Plesiothyreus Cossmann, 1888
- Shinkailepas Okutani, Saito & Hashimoto, 1989